# سباق الزمن تحت 23 سنة في بطولة العالم لسباق الدراجات على الطريق 2019
سباق الزمن تحت 23 سنة في بطولة العالم لسباق الدراجات على الطريق 2019 هو سباق دراجات هوائية، وهو الموسم رقم 24 من السباق، وأقيم في 24 سبتمبر 2019، وامتدّ لمسافة 32 كيلومتر، وهو أحد سباقات بطولة العالم لسباق الدراجات على الطريق 2019، وقد شارك في السباق  61 متسابقاً ووصل إلى نهايته  59 متسابقاً.
فاز فيه بالمركز الأول  ميكيل بيرج، وبالمركز الثاني  يان غاريسون، وبالمركز الثالث  براندون ماكنولتي.

## الفرق
| فرق وطنية (38)- فريق أنجويلا لسباق الدراجات للرجال 2019‏ - فريق أستراليا لركوب الدراجات للرجال 2019‏ - فريق النمسا لركوب الدراجات للرجال 2019‏ - فريق بلجيكا لركوب الدراجات للرجال 2019 ‏ - فريق روسيا البيضاء لركوب الدراجات للرجال 2019‏ - فريق كندا لركوب الدراجات للرجال 2019‏ - فريق تشيلي لركوب الدراجات للرجال 2019‏ - فريق التشيك لركوب الدراجات للرجال 2019‏ - فريق الدنمارك لركوب الدراجات للرجال 2019 ‏ - فريق إرتريا لركوب الدراجات 2019 ‏ - فريق إسبانيا لركوب الدراجات للرجال 2019 ‏ - فريق فرنسا لركوب الدراجات للرجال 2019 ‏ - فريق المملكة المتحدة لركوب الدراجات للرجال 2019 ‏ - فريق ألمانيا لركوب الدراجات للرجال 2019‏ - فريق المجر لركوب الدراجات للرجال 2019‏ - فريق جمهورية أيرلندا لركوب الدراجات للرجال 2019‏ - فريق إيطاليا لركوب الدراجات للرجال 2019 ‏ - فريق اليابان لركوب الدراجات للرجال 2019‏ - فريق كازاخستان لركوب الدراجات للرجال 2019 ‏ - فريق لوكسمبورغ لركوب الدراجات 2019‏ - فريق هولندا لركوب الدراجات للرجال 2019 ‏ - فريق النرويج لركوب الدراجات للرجال 2019 ‏ - فريق نيوزيلندا لركوب الدراجات 2019‏ - فريق باراغواي لسباق الدراجات للرجال 2019‏ - فريق بولندا لركوب الدراجات 2019 ‏ - فريق البرتغال لركوب الدراجات للرجال 2019 ‏ - فريق رومانيا لركوب الدراجات للرجال 2019‏ - فريق جنوب أفريقيا لركوب الدراجات للرجال 2019‏ - فريق روسيا لركوب الدراجات 2019 ‏ - فريق سلوفينيا لركوب الدراجات للرجال 2019‏ - فريق صربيا لركوب الدراجات للرجال 2019‏ - فريق سويسرا لركوب الدراجات 2019 ‏ - فريق سلوفاكيا لركوب الدراجات 2019‏ - فريق سوريا لسباق الدراجات على الطريق للرجال 2019‏ - فريق تايوان لركوب الدراجات للرجال‏ - فريق ترينيداد وتوباغو لسباق الدراجات للسيدات 2019‏ - فريق أوكرانيا لسباق الدراجات على الطريق للرجال 2019‏ - فريق الولايات المتحدة لسباق الدراجات الهوائية للرجال 2019 ‏ |  |
| |  |

## التصنيف العام النهائي
| \| التصنيف العام \| التصنيف العام \| التصنيف العام \| التصنيف العام \| التصنيف العام \| \| العداء \| العداء \| الفريق \| الوقت \| \| \| ------------- \| ------------------------------ \| ------------------------------------------------------------------------------------- \| ------------- \| ------------- \| \| 1 \| ميكيل بيرج \| منتخب الدنمارك الوطني لسباق الدراجات على الطريق للرجال تحت 23 سنة [لغات أخرى]‏ \| 40 د 20 ث \| \| \| 2 \| يان غاريسون \| منتخب الولايات المتحدة الوطني لسباق الدراجات على الطريق للرجال تحت 23 سنة [لغات أخرى]‏ \| + 27 ث \| \| \| 3 \| براندون ماكنولتي \| منتخب الولايات المتحدة الوطني لسباق الدراجات على الطريق للرجال تحت 23 سنة [لغات أخرى]‏ \| + 28 ث \| \| \| 4 \| Mathias Norsgaard [الإنجليزية]‏ \| منتخب الدنمارك الوطني لسباق الدراجات على الطريق للرجال تحت 23 سنة [لغات أخرى]‏ \| + 38 ث \| \| \| 5 \| برنت فان موير \| منتخب بلجيكا الوطني لسباق الدراجات على الطريق للرجال تحت 23 سنة [لغات أخرى]‏ \| + 44 ث \| \| \| 6 \| Morten Hulgaard [الإنجليزية]‏ \| منتخب الدنمارك الوطني لسباق الدراجات على الطريق للرجال تحت 23 سنة [لغات أخرى]‏ \| + 56 ث \| \| \| 7 \| Nils Eekhoff [الإنجليزية]‏ \| منتخب هولندا الوطني لسباق الدراجات على الطريق للرجال تحت 23 سنة [لغات أخرى]‏ \| + 1 د 01 ث \| \| \| 8 \| Byron Munton [لغات أخرى]‏ \| منتخب جنوب أفريقيا الوطني لسباق الدراجات على الطريق للرجال تحت 23 سنة‏ \| + 1 د 27 ث \| \| \| 9 \| Markus Wildauer [الإنجليزية]‏ \| منتخب النمسا الوطني لسباق الدراجات على الطريق للرجال تحت 23 سنة [لغات أخرى]‏ \| + 1 د 39 ث \| \| \| 10 \| Daan Hoole [الإنجليزية]‏ \| منتخب هولندا الوطني لسباق الدراجات على الطريق للرجال تحت 23 سنة [لغات أخرى]‏ \| + 1 د 47 ث \| \| |                    |                                                                            |            |  |
| |                    |                                                                            |            |  |
| مصدر: ProCyclingStats |                    |                                                                            |            |  |
| التصنيف العام |                    |                                                                            |            |  |
| العداء | العداء             | الفريق                                                                     | الوقت      |  |
| 1 | ميكيل بيرج         | منتخب الدنمارك الوطني لسباق الدراجات على الطريق للرجال تحت 23 سنة ‏         | 40 د 20 ث  |  |
| 2 | يان غاريسون        | منتخب الولايات المتحدة الوطني لسباق الدراجات على الطريق للرجال تحت 23 سنة ‏ | + 27 ث     |  |
| 3 | براندون ماكنولتي   | منتخب الولايات المتحدة الوطني لسباق الدراجات على الطريق للرجال تحت 23 سنة ‏ | + 28 ث     |  |
| 4 | Mathias Norsgaard ‏ | منتخب الدنمارك الوطني لسباق الدراجات على الطريق للرجال تحت 23 سنة ‏         | + 38 ث     |  |
| 5 | برنت فان موير      | منتخب بلجيكا الوطني لسباق الدراجات على الطريق للرجال تحت 23 سنة ‏           | + 44 ث     |  |
| 6 | Morten Hulgaard ‏   | منتخب الدنمارك الوطني لسباق الدراجات على الطريق للرجال تحت 23 سنة ‏         | + 56 ث     |  |
| 7 | Nils Eekhoff ‏      | منتخب هولندا الوطني لسباق الدراجات على الطريق للرجال تحت 23 سنة ‏           | + 1 د 01 ث |  |
| 8 | Byron Munton ‏      | منتخب جنوب أفريقيا الوطني لسباق الدراجات على الطريق للرجال تحت 23 سنة‏      | + 1 د 27 ث |  |
| 9 | Markus Wildauer ‏   | منتخب النمسا الوطني لسباق الدراجات على الطريق للرجال تحت 23 سنة ‏           | + 1 د 39 ث |  |
| 10 | Daan Hoole ‏        | منتخب هولندا الوطني لسباق الدراجات على الطريق للرجال تحت 23 سنة ‏           | + 1 د 47 ث |  |

## وصلات خارجية
- الموقع الرسمي
- لمحة عن سباق سباق الزمن تحت 23 سنة في بطولة العالم لسباق الدراجات على الطريق 2019 على موقع  ProCyclingStats   (برو  سايكلنج  ستاتس) - إحصاءات  محترفي  الدراجات.
- سباق الزمن تحت 23 سنة في بطولة العالم لسباق الدراجات على الطريق 2019 على موقع إحصائيات الدراجات الإحترافية (الإنجليزية)